# Elena Subirats
Elena Subirats (Città del Messico, 30 dicembre 1947 – Città del Messico, 28 marzo 2018) è stata una tennista messicana.

## Carriera
Nei tornei del Grande Slam ha ottenuto il suo miglior risultato raggiungendo i quarti di finale nel singolare all'Open di Francia nel 1968, e di doppio misto agli Australian Championships nel 1968, in coppia con l'australiano Barry Phillips-Moore.
In Fed Cup ha giocato un totale di 16 partite, ottenendo 9 vittorie e 7 sconfitte.